# Stanislas de Boufflers
Stanislas de Boufflers (Nancy, 1738. május 31. – Párizs, 1815. január 18.) francia költő, író, katonatiszt, politikus, enciklopédista.

## Élete
Anyja, Marie Françoise Catherine de Beauvau-Craon, Szaniszló lengyel király hivatalos szeretője volt.  A fiút egyházi pályára szánták és Párizsban a Saint-Sulpice-templom szemináriumában töltött két évet, de nem tett papi fogadalmat. Akkor írta az Aline, reine de Golconde című meséjét, ami nagy sikert aratott.  Boufflers belépett a Máltai lovagrendbe, hogy keresztapjától, Szaniszló királytól kapott 40 000 livres összeget ne veszítse el. Katonai pályára lépett, 1772-ben ezredes az Esterházy huszárezredben (3. huszárezred). Részt vett a hétéves háborúban. 1784-ben tábornokként hagyta el a hadsereget. Röviddel utána kinevezték Szenegál és Gorée szigetének kormányzójává. Amikor visszatért Párizsba, újra irodalommal foglalkozott. 1788-ban a Francia Akadémia tagjává választották, az 1789-es rendi gyűlésen nemesi képviselőként vett részt.  
1792 augusztusában, a Tuileriák ostroma után emigrációba vonult Berlinbe. Először Henrik porosz herceg közelébe, akit már ismert, utána II. Frigyes Vilmos udvarába. Breslauban  megházasodott. A brumaire 18–19-i államcsíny után hazatért és Napóleont támogatta. A Bibliothèque Mazarine helyettes könyvtárosa lett és 1803-ban újra elfoglalta székét a Francia Akadémián.

## Művei
- Aline, reine de Golconde
- Lettres à ma mère
- Traité sur le libre arbitre